# Olympische Sommerspiele 1936/Leichtathletik – Marathon (Männer)

Streckenführung Marathon (Rot) und 50 km Gehen (Blau)

Der Marathonlauf der Männer bei den Olympischen Spielen 1936 in Berlin wurde am 9. August 1936 im Olympiastadion Berlin ausgetragen. 56 Athleten nahmen teil, von denen 42 das Ziel erreichten.
Olympiasieger wurde der koreanischstämmige Son Kitei, der eigentlich Sohn Kee-chung hieß und gezwungen war, für Japan zu starten, das Korea annektiert hatte, vor dem Briten Ernie Harper. Bronze gewann Nan Shōryū – wie Kitei ein koreanischstämmiger Sportler, der gezwungenermaßen für Japan zu laufen hatte und dessen korrekter Name Nam Sung-yong lautete.

## Rekorde/Bestleistungen

### Bestehende Rekorde/Bestleistungen
Offizielle Rekorde wurden damals in dieser Disziplin außer bei Meisterschaften und Olympischen Spielen aufgrund der unterschiedlichen Streckenbeschaffenheiten nicht geführt.
| Weltbestzeit       | 2:26:42 h | Son Kitei (Sohn Kee-chung) – Japan ( Korea) | Tokio, Japan        | 3. November 1935 |
| Olympischer Rekord | 2:31:36 h | Juan Carlos Zabala ( Argentinien)           | OS Los Angeles, USA | 7. August 1932   |

### Rekordverbesserung
Der japanische aus Korea stammende Olympiasieger Son Kitei (Sohn Kee-chung) verbesserte den bestehenden olympischen Rekord im Rennen am 9. August um 2:16,8 Minuten auf 2:29:19,2 h.

## Streckenführung
Ausgangspunkt des Marathonkurses war das Olympiastadion. Nach einer knappen Stadionrunde wendete sich die Strecke durch das Marathontor in die Stadt Berlin. Über das Maifeld ging es rechts ab in die Angerburger Allee. Kurz darauf führte die Route links in die Glockenturmstraße und nach vier Kilometern zum ersten Kontrollpunkt auf der Havelchaussee. Weiter ging es am Ufer der Havel entlang, zur linken Seite der Grunewald. Der zweite Kontrollpunkt lag bei Kilometer sechs am Rupenhorn, zwei Kilometer weiter folgte der dritte Kontrollpunkt am Schildhorn. Der Grunewaldturm wurde nach zehn Kilometern erreicht, in Höhe der Insel Lindwerder führte der Kurs in Richtung Südosten. Am Ende der Havelchaussee bog die Strecke dann nach links auf die AVUS. Der Kurs führte weiter über die Autorennstrecke bis zur Nordschleife. Dort lag der Wendepunkt, von dem aus es auf demselben Weg wieder zurückging durch das Marathontor zum Olympiastadion. Nach zuletzt ca. 150 Metern auf der Laufbahn wurde das Ziel erreicht.

## Das Rennen
9. August 1936, 15.00 Uhr

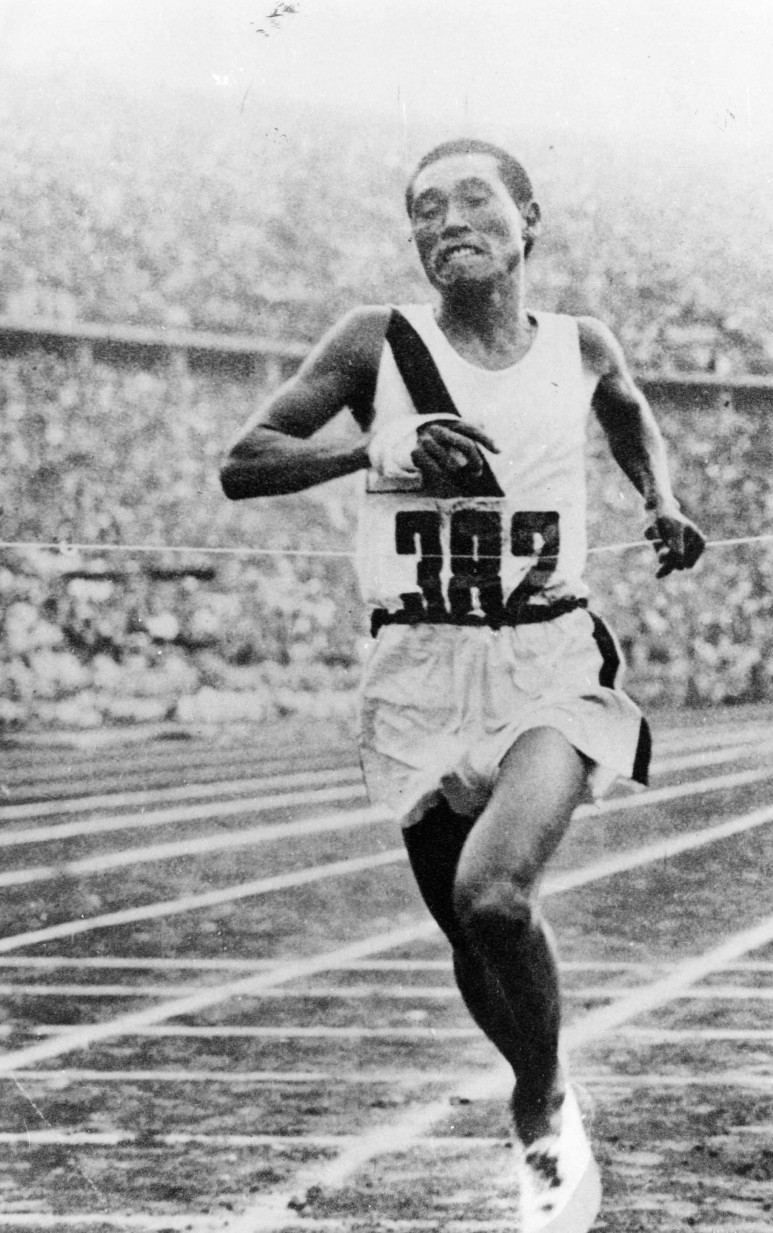
Olympiasieger Son Kitei, eigentlich Sohn Kee-chung

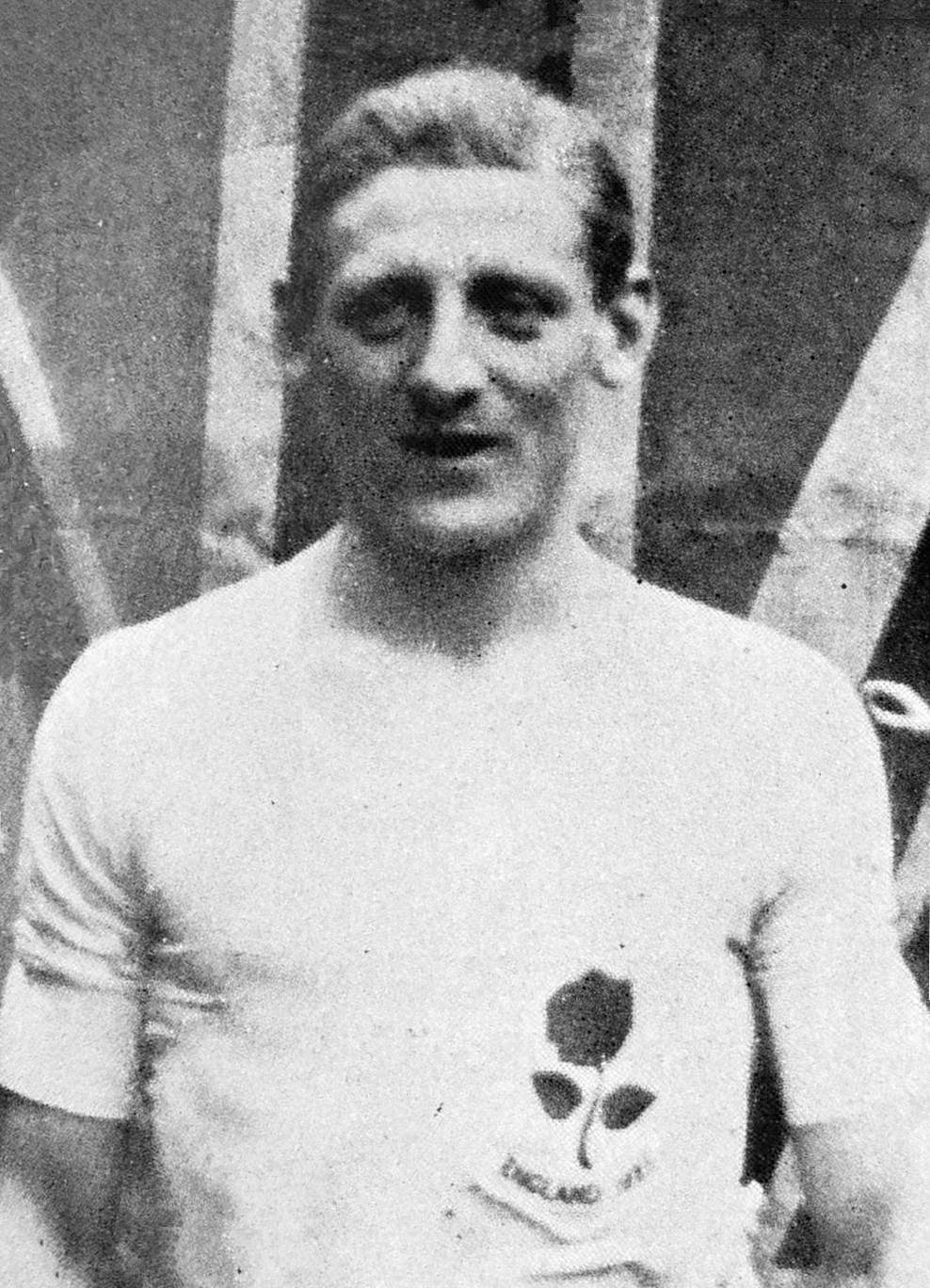
Ernie Harper gewann Silber

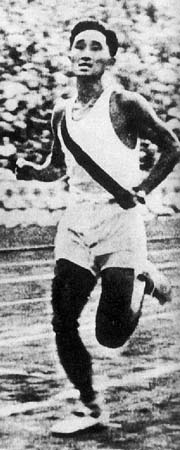
Nan Shōryū, eigentlicher Name Sung-yong: Bronzemedaille

Wetterbedingungen: sonnig, 21–22 °C, wenig Wind.
| Platz | Name                       | Nation                | Zeit        | Anmerkung |
| ----- | -------------------------- | --------------------- | ----------- | --------- |
| 1     | Son Kitei                  | Japan                 | 2:29:19,2 h | OR        |
| 2     | Ernie Harper               | Großbritannien        | 2:31:23,2 h |           |
| 3     | Nan Shōryū                 | Japan                 | 2:31:42,0 h |           |
| 4     | Erkki Tamila               | Finnland              | 2:32:45,0 h |           |
| 5     | Väinö Muinonen             | Finnland              | 2:33:46,0 h |           |
| 6     | Johannes Coleman           | Südafrikanische Union | 2:36:17,0 h |           |
| 7     | Donald Robertson           | Großbritannien        | 2:37:06,2 h |           |
| 8     | Jackie Gibson              | Südafrikanische Union | 2:38:04,0 h |           |
| 9     | Mauno Tarkiainen           | Finnland              | 2:39:33,0 h |           |
| 10    | Thore Enochsson            | Schweden              | 2:43:12,0 h |           |
| 11    | Stylianos Kyriakidis       | Griechenland          | 2:43:20,0 h |           |
| 12    | Nouba Khaled               | Frankreich            | 2:45:34,0 h |           |
| 13    | Henry Palmé                | Schweden              | 2:46:08,4 h |           |
| 14    | Franz Tuschek              | Österreich            | 2:46:29,0 h |           |
| 15    | James Bartlett             | Kanada                | 2:48:21,4 h |           |
| 16    | Émile Duval                | Frankreich            | 2:48:39,8 h |           |
| 17    | Manuel Dias                | Portugal              | 2:49:00,0 h |           |
| 18    | Johnny Kelley              | USA                   | 2:49:32,4 h |           |
| 19    | Miloslav Luňák             | Tschechoslowakei      | 2:50,26,0 h |           |
| 20    | Felix Meskens              | Belgien               | 2:51:19,0 h |           |
| 21    | Ján Takáč                  | Tschechoslowakei      | 2:51:20,0 h |           |
| 22    | Rudolf Wöber               | Österreich            | 2:51:28,0 h |           |
| 23    | Ludovic Gal                | Rumänien              | 2:55:02,0 h |           |
| 24    | Robert Nevens              | Belgien               | 2:55:51,0 h |           |
| 25    | Anders Hartington Andersen | Dänemark              | 2:56:31,0 h |           |
| 26    | Gabriel Mendoza            | Peru                  | 2:57:17,8 h |           |
| 27    | Thomas Lalande             | Südafrikanische Union | 2:57:20,0 h |           |
| 28    | Artūrs Motmillers          | Lettland              | 2:58:02,0 h |           |
| 29    | Eduard Bräsecke            | Deutsches Reich       | 2:59:33,4 h |           |
| 30    | Percy Wyer                 | Kanada                | 3:00:11,0 h |           |
| 31    | Fernand Le Heurteur        | Frankreich            | 3:01:11,0 h |           |
| 32    | Wilhelm Rothmayer          | Österreich            | 3:02:32,0 h |           |
| 33    | Bronisław Gancarz          | Polen                 | 3:03:11,0 h |           |
| 34    | Max Beer                   | Schweiz               | 3:06:26,0 h |           |
| 35    | Guillermo Suárez           | Peru                  | 3:08:18,0 h |           |
| 36    | Boris Charalampiew         | Bulgarien             | 3:08:53,8 h |           |
| 37    | Arul Swami                 | Britisch-Indien       | 3:10:44,0 h |           |
| 38    | Josef Šulc                 | Tschechoslowakei      | 3:11:47,4 h |           |
| 39    | Franz Eha                  | Schweiz               | 3:18:17,0 h |           |
| 40    | Wang Zhenglin              | China                 | 3:25:36,4 h |           |
| 41    | Stane Šporn                | Jugoslawien           | 3:30:47,0 h |           |
| 42    | José Farías                | Peru                  | 3:33:24,0 h |           |
| DNF   | Juan Acosta                | Chile                 |             |           |
| DNF   | Franz Barsicke             | Deutsches Reich       |             |           |
| DNF   | Ellison Brown              | USA                   |             |           |
| DNF   | Giannino Bulzoni           | Königreich Italien    |             |           |
| DNF   | Paul de Bruyn              | Deutsches Reich       |             |           |
| DNF   | Kazimierz Fiałka           | Polen                 |             |           |
| DNF   | Aurelio Genghini           | Königreich Italien    |             |           |
| DNF   | William McMahon            | USA                   |             |           |
| DNF   | Jaime Mendes               | Portugal              |             |           |
| DNF   | Bert Norris                | Großbritannien        |             |           |
| DNF   | Luis Oliva                 | Argentinien           |             |           |
| DNF   | Tamao Shiwaku              | Japan                 |             |           |
| DNF   | Harold Webster             | Kanada                |             |           |
| DNF   | Juan Carlos Zabala         | Argentinien           |             |           |

Der Olympiasieger von 1932 Juan Carlos Zabala übernahm schon früh die Spitze. Bis zur 18-Kilometer-Marke hatte er seine Führung auf über zwei Minuten ausgebaut. Hinter ihm folgte der Portugiese Manuel Dias. Der Brite Ernie Harper hielt Anschluss, auch der Japaner Son Kitei – eigentlich Sohn Kee-chung (Korea) – folgte. Zabala geriet nach 28 Kilometern ins Stolpern und stürzte. Kitei bzw. Kee-chung übernahm die Führung zusammen mit Harper. Zabala musste kurz darauf das Rennen aufgeben. Bei Kilometer 35 zog jedoch der Japaner – eigentlich Koreaner – davon. Harper konnte Kiteis bzw. Kee-chungs Mannschaftskameraden Shōryū bzw. Sung-yong in Schach halten und gewann vor ihm die Silbermedaille. Der Olympiasieger stellte mit 2:29:19,2 h einen neuen olympischen Rekord auf und blieb als erster Läufer bei Olympischen Spielen unter der Marke von zweieinhalb Stunden.
Diese Goldmedaille muss rein formal tatsächlich Japan zugerechnet werden. Allerdings lautete der korrekte Name des Olympiasiegers Sohn Kee-chung und das Land, aus dem er stammte, war das von den Japanern annektierte Korea. Die Siegerehrung glich einem Trauerspiel, auch der Bronzemedaillengewinner musste wie der Sieger unter einem aufgezwungenen falschen Namen für die Eroberer aus Japan starten. Beide wandten sich demonstrativ ab, als die japanische Flagge hochgezogen wurde – ein trauriges olympisches Kapitel, das in das nationalsozialistische Deutschland der damaligen Zeit passte.

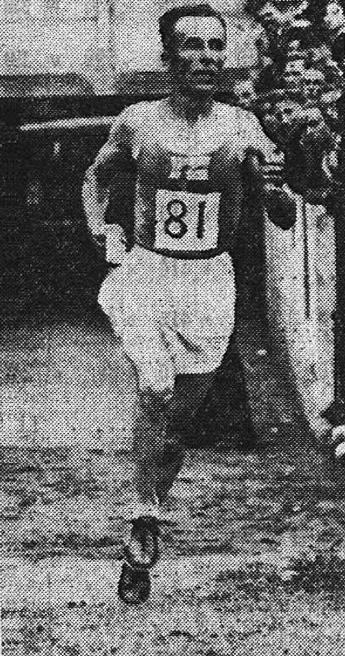
Väinö Muinonen, 1938 Europameister, belegte Rang fünf
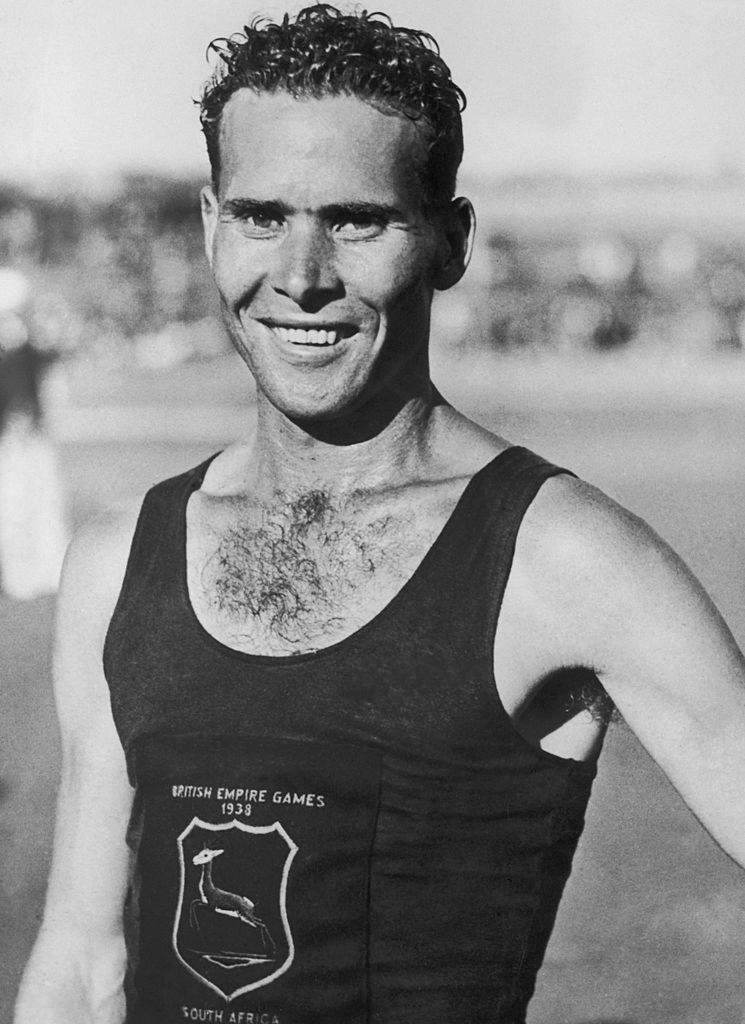
Der sechstplatzierte Johannes Coleman
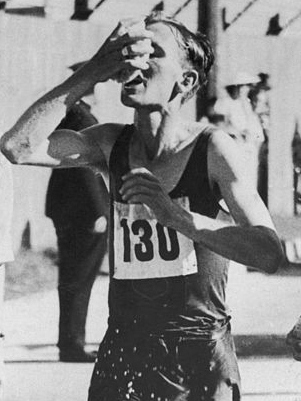
Jackie Gibson erreichte Platz acht
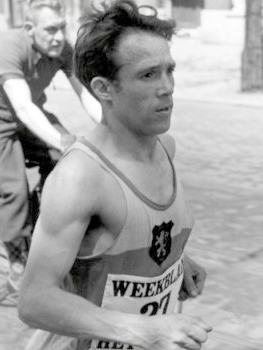
Felix Meskens wurde Zwanzigster
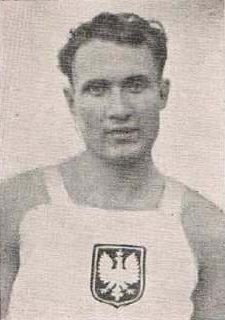
Bronislaw Gancarz kam auf den 33. Platz
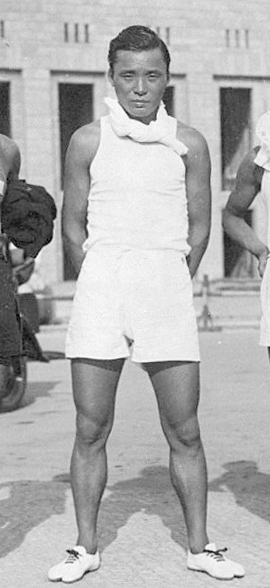
Tamao Shiwaku – nicht im Ziel
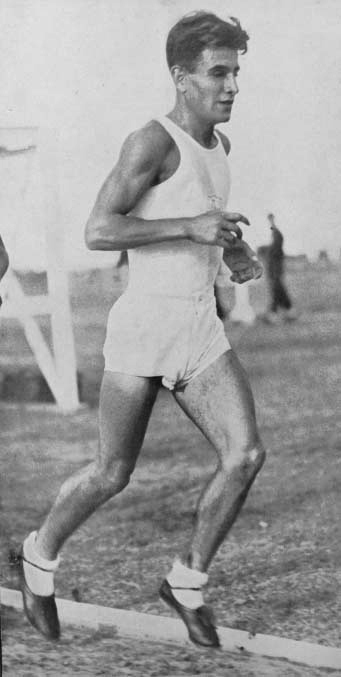
Der Olympiasieger von 1932 Juan Carlos Zabala schied aus

## Videolinks
- 1936, Marathon, Men, Olympic Games, Berlin, youtube.com, abgerufen am 12. Juli 2021
- Berlin 1936 - Olympics - Olympia - Marathon, youtube.com, abgerufen am 12. Juli 2021
- Berlin 1936 - Olympics - Olympia - Athletics - Leichtathletik - Footage 3, Bereich 13:04 min bis 14:22 min, youtube.com, abgerufen am 12. Juli 2021